# Pinchollo
Pinchollo es una localidad peruana ubicada en la región Arequipa, provincia de Caylloma, distrito de Cabanaconde. Se encuentra a una altitud de 3551 m s. n. m. Tiene una población de 631 habitantes en 1993.

## Galería

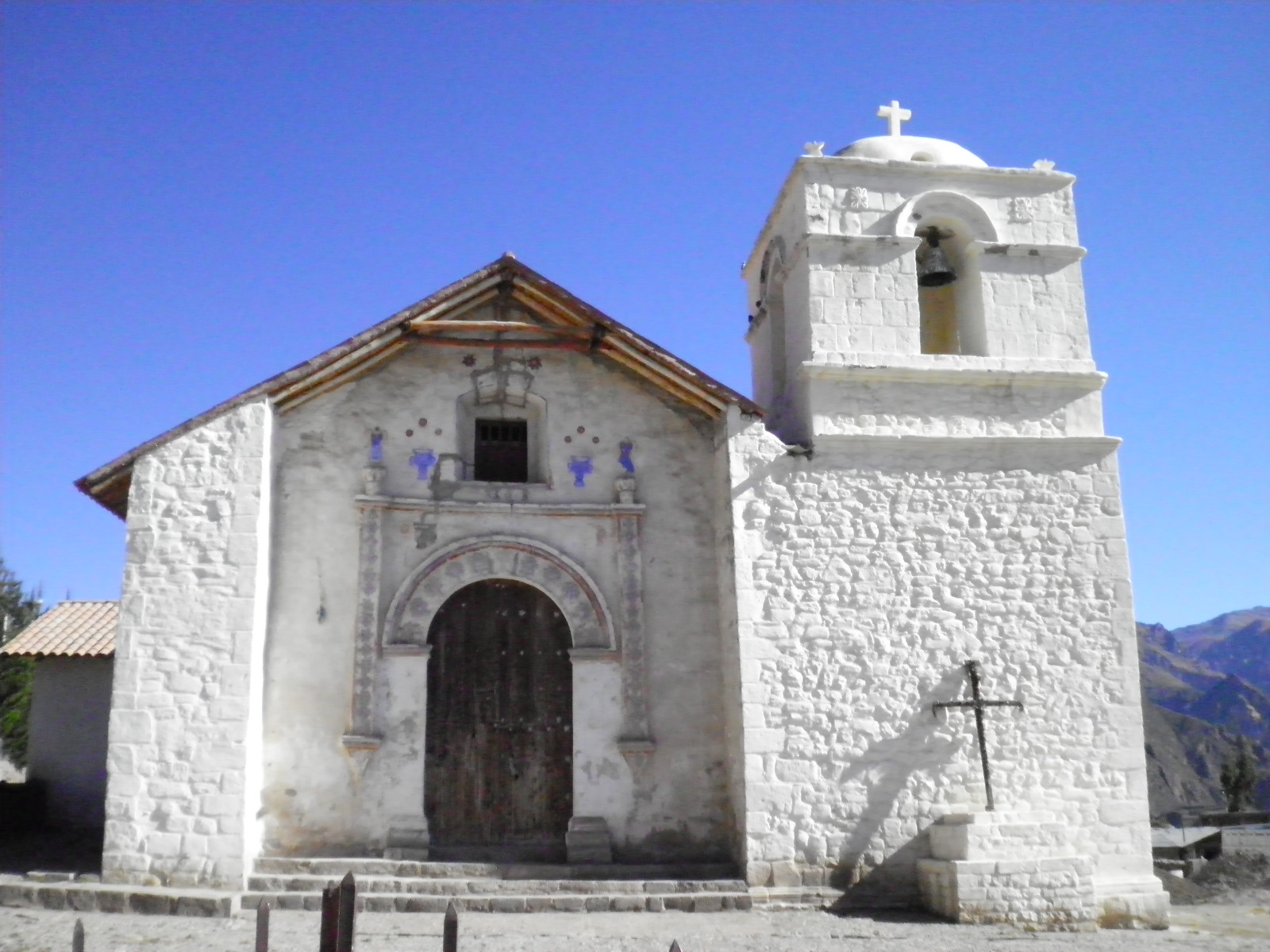
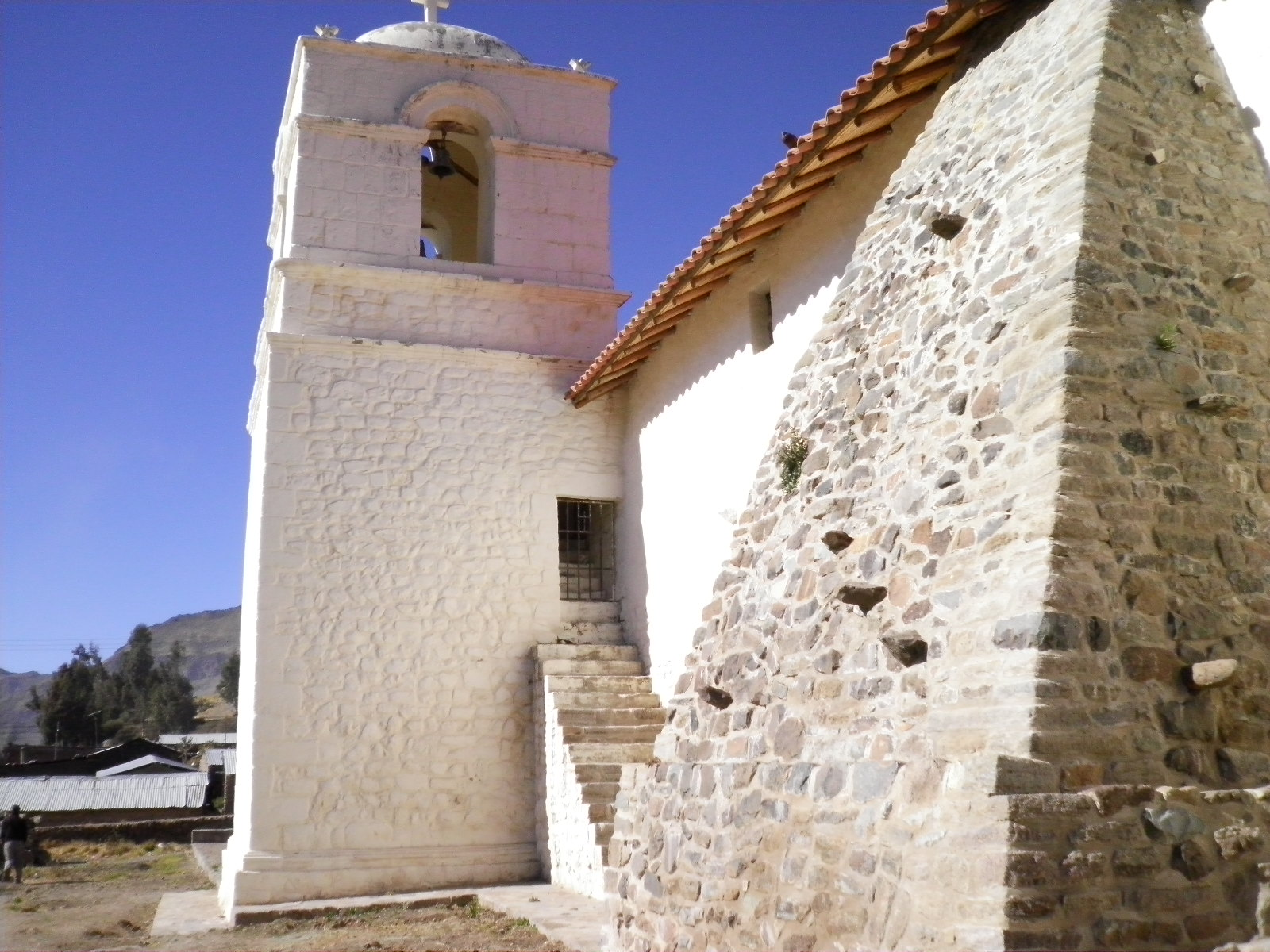
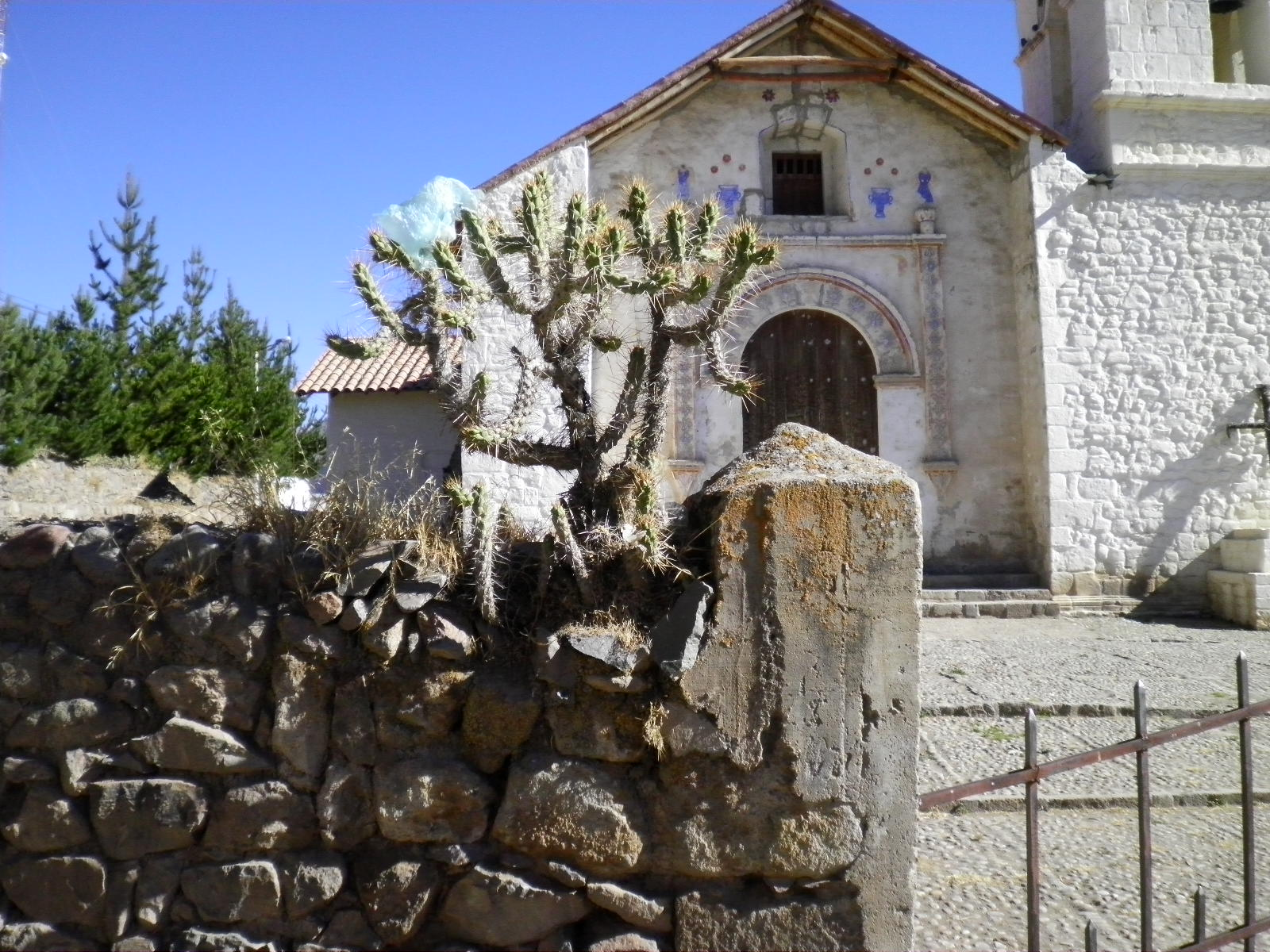

## Clima
| Parámetros climáticos promedio de Pinchollo | Parámetros climáticos promedio de Pinchollo | Parámetros climáticos promedio de Pinchollo | Parámetros climáticos promedio de Pinchollo | Parámetros climáticos promedio de Pinchollo | Parámetros climáticos promedio de Pinchollo | Parámetros climáticos promedio de Pinchollo | Parámetros climáticos promedio de Pinchollo | Parámetros climáticos promedio de Pinchollo | Parámetros climáticos promedio de Pinchollo | Parámetros climáticos promedio de Pinchollo | Parámetros climáticos promedio de Pinchollo | Parámetros climáticos promedio de Pinchollo | Parámetros climáticos promedio de Pinchollo |
| Mes                                         | Ene.                                        | Feb.                                        | Mar.                                        | Abr.                                        | May.                                        | Jun.                                        | Jul.                                        | Ago.                                        | Sep.                                        | Oct.                                        | Nov.                                        | Dic.                                        | Anual                                       |
| ------------------------------------------- | ------------------------------------------- | ------------------------------------------- | ------------------------------------------- | ------------------------------------------- | ------------------------------------------- | ------------------------------------------- | ------------------------------------------- | ------------------------------------------- | ------------------------------------------- | ------------------------------------------- | ------------------------------------------- | ------------------------------------------- | ------------------------------------------- |
| Temp. media (°C)                            | 10.8                                        | 11.1                                        | 10.6                                        | 9.9                                         | 8.6                                         | 7.8                                         | 6.7                                         | 7                                           | 8.8                                         | 9.9                                         | 10.1                                        | 10.9                                        | 9.4                                         |
| Fuente: climate-data.org                    |                                             |                                             |                                             |                                             |                                             |                                             |                                             |                                             |                                             |                                             |                                             |                                             |                                             |